# OK (Robin-Schulz-Lied)
OK (Abkürzung für „Okay“; englisch für „(alles) in Ordnung“) ist ein Lied des deutschen DJs Robin Schulz, in Kooperation mit dem britischen Popsänger James Blunt. Das Stück ist die zweite Singleauskopplung aus seinem dritten Studioalbum Uncovered.

## Entstehung und Artwork
Geschrieben wurde das Lied gemeinsam von James Blunt, dem Produzententeam Junkx (bestehend aus: Dennis Bierbrodt, Stefan Dabruck, Jürgen Dohr und Guido Kramer), Steve Mac, Maureen McDonald sowie Robin Schulz. Letzterer produzierte das Stück auch in Zusammenarbeit mit Mac und dem deutschen Produzententeam Junkx. Das Mastering erfolgte durch Monoposto Mastering, unter der Leitung von Roy Recklies und Michael Schwabe. Die Abmischung von OK erfolgte durch Junkx, zusammen mit Chris Laws und Dan Pursey tätigten sie auch das finale Engineering. Aufgenommen wurde das Stück in den Junkx Music Studios in Mülheim an der Ruhr sowie den Londoner Rokstone Studios. Die Single wurde unter den Musiklabels Tonspiel und Warner Music veröffentlicht und durch ASCAP/Mo Zella Mo Music (Sub-Verlag von BMG Rights Management), EMI Music Publishing und Rokstone Music (Sub-Verlag von Universal Music Publishing) vertrieben.
Auf dem schwarz-weißen Cover der Maxi-Single ist – neben Künstlernamen und Liedtitel – lediglich Robin Schulz’ Oberkörper, mit einer Lederjacke und Sonnenbrille gekleidet, zu sehen. Die Fotografie und das Artwork entstammen von Maximilian König.

## Veröffentlichung und Promotion
Die Erstveröffentlichung von OK erfolgte als Einzeldownload am 19. Mai 2017. Rund einen Monat später folgte die Veröffentlichung einer Remix-EP am 23. Juni 2017. Zunächst erschien diese nur zum Download. Eine Woche später erschien diese auch als CD am 30. Juni 2017. Die EP beinhaltet neben der Radioversion eine erweiterte „Extended Version“ sowie sechs Remixe zu OK von namhaften DJs wie dem französischen Deep-House-Duo Ofenbach.
Um das Lied zu bewerben, erfolgte unter anderem ein Liveauftritt beider Interpreten zur Hauptsendezeit während der Finalshow zur zwölften Staffel von Germany’s Next Topmodel auf ProSieben. In der Helene Fischer Show 2017 sang Blunt das Lied im Duett mit Helene Fischer. Darüber hinaus war das Lied der Titelsong zur Red-Nose-Day-Spendenkampagne 2017 und somit in sämtlichen Werbeunterbrechungen der ProSiebenSat.1-Media-Gruppe zu sehen.
Remixversionen
- OK (Black Saint Remix)
- OK (Blunty’s Johnny Vix Mix) (Remix durch James Blunt und John Garrison)
- OK (Heyder Remix)
- OK (Ofenbach Remix)
- OK (Stadiumx Remix)
- OK (Sylvain Armand Remix)

## Hintergrund
In einem Interview mit der Warner Music Group beschrieb Blunt die Anfrage zu dieser Kollaboration mit folgenden Worten: Er habe einige tolle Nächte in den Clubs von Ibiza verbracht und den Klängen des äußert talentierten Schulz gelauscht. Umso mehr habe er sich auf diese spannende Zusammenarbeit gefreut.

## Inhalt
Der Liedtext zu OK ist in englischer Sprache verfasst; „OK“ ist die englische Abkürzung für „Okay“ und bedeutet ins Deutsche übersetzt so viel wie „(alles) in Ordnung“. Die Musik und der Text wurden gemeinsam von James Blunt, dem Produzententeam Junkx, Steve Mac, Maureen McDonald und Robin Schulz geschrieben. Musikalisch bewegt sich das Lied im Bereich des House und der Popmusik. Das Tempo beträgt 122 Beats per minute. Aufgebaut ist das Stück auf zwei Strophen und einer Bridge sowie einem Refrain zwischen den Strophen und ein sich wiederholender Refrain nach der zweiten Strophe. Gesungen wird das Lied von Blunt, Schulz wirkt lediglich als DJ. Als weitere Instrumentalisten wurden Karl Peter Brazil (Schlagzeug), das Produzenten-Trio von Junkx (Keyboard), Steve Mac (Keyboard) und John Paricelli (Gitarre) engagiert.
| “So tell me now. When every star falls from the sky, and every last heart in the world breaks. Oh hold me now. When every ship is going down, I don’t feel nothing when I hear you say: It’s gonna be OK.” – Refrain, Originalauszug | „Also sag mir jetzt. wo alle Sterne vom Himmel fallen und auch das letzte Herz auf der Welt bricht. Oh, halt mich jetzt. Wenn jedes Schiff untergeht, ich fühle nichts, wenn ich dich sagen höre: Alles wird gut.“ – Refrain, Übersetzung |

## Musikvideo

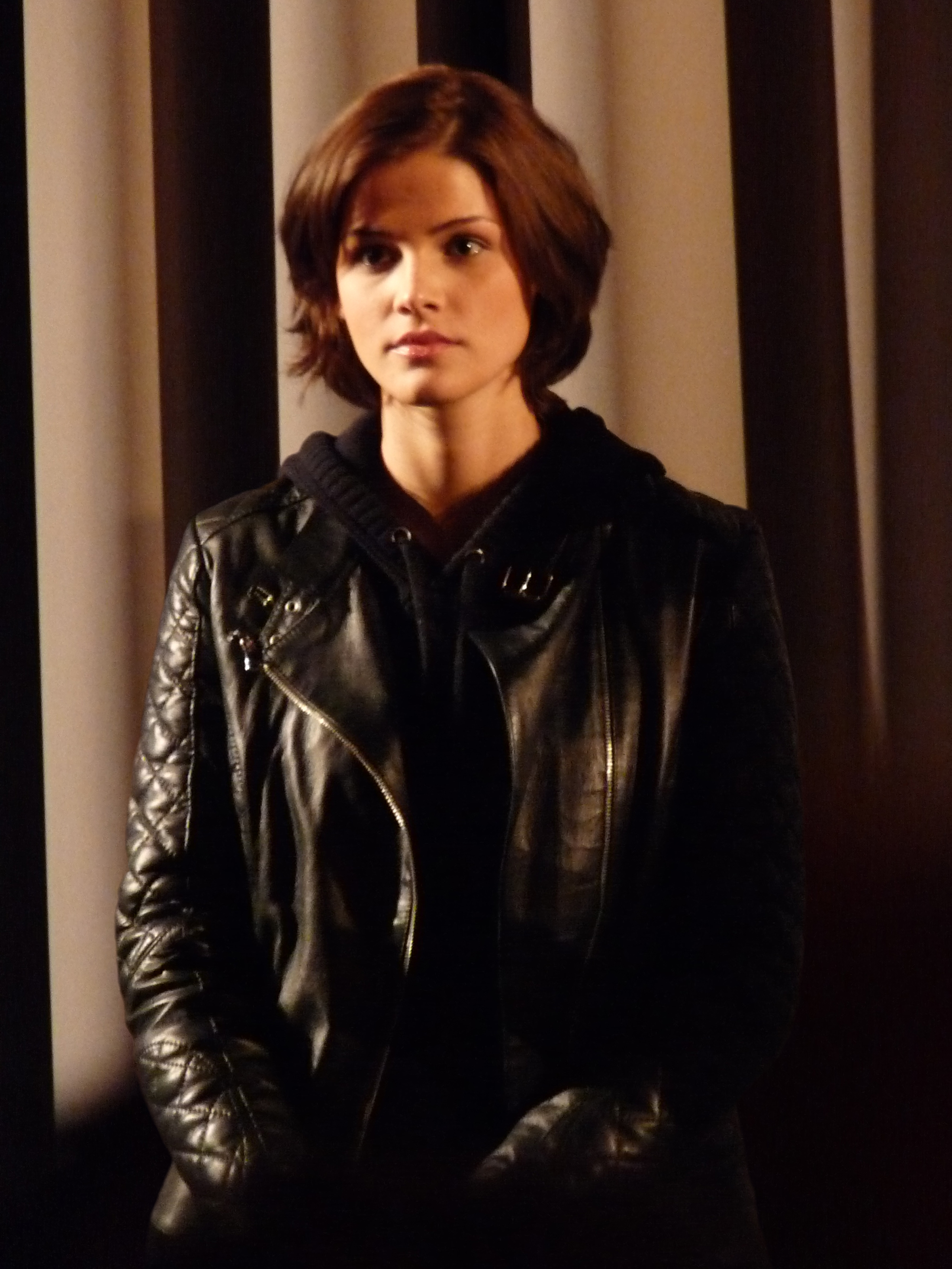
Hauptdarstellerin Lisa Tomaschewsky

Das Musikvideo zu OK feierte am 19. Mai 2017 auf YouTube seine Premiere. Es handelt sich hierbei um eine Hommage an das Filmdrama Vergiss mein nicht! (Originaltitel: Eternal Sunshine of the Spotless Mind) von Michel Gondry aus dem Jahr 2004. Inhaltlich handelt das Video von den Erinnerungen an eine vergangene Beziehung und dem Versuch, sich dieser zu entledigen. Unterstützt wurden die beiden von der deutschen Schauspielerin Lisa Tomaschewsky, die in die Rolle der „Simona“ schlüpft. Die Gesamtlänge des Videos beträgt 3:36 Minuten. Regie führte Liza Minou Morberg. Bis August 2025 zählte das Musikvideo über 251 Millionen Aufrufe bei YouTube.
Das Video beginnt mit Blunt und Tomaschewsky, die mit anderen Patienten darauf warten, um zu ihrem Memory Removal (englisch für „Erinnerungsentfernung“) an der Reihe zu sein. Nach kurzer Wartezeit ist Blunt an der Reihe und wird ins Labor geführt. Dort bekommt er eine Mütze wie zur Messung von Hirnströmen aufgesetzt und die Wissenschaftler beginnen damit, seine Gedanken auszulesen und zu löschen. Es folgen Szenen, in denen Blunts Erinnerungen an Tomaschewsky wiedergegeben werden. Zunächst sind Augenblicke aus schönen Erinnerungen an sie zu sehen. Die Stimmung kippt, als eine Szene zu sehen ist, in der Tomaschewsky ein wohl fremdes Kondom in Blunts Hose findet. Es folgen unschöne Szenen der beiden und gegen Ende absurde Ausschnitte wie: Tomaschewsky, die einen Wolkenkratzer hinaufläuft, oder Blunt, der im Himmel über ein Seil zwischen zwei Wolkenkratzern balanciert. Mit dem Eintreten dieser absurden Szenen wird die Situation für Blunt unerträglich, er reißt sich die Mütze vom Kopf und flüchtet. Das Video endet mit Blunt, der emotionslos, das heißt roboterartig, die wartenden Patienten passiert und das Gebäude verlässt. Beim Passieren der anderen Patienten wirft Blunt einen kurzen, emotionslosen Blick auf Tomaschewsky, die daraufhin mit gesenktem Blick tief durchatmet. Als letztes ist einer der Wissenschaftler zu sehen, welcher sich über die nun doch erfolgte Datenlöschung erfreut zeigt.

## Mitwirkende
| Liedproduktion - James Blunt: Gesang, Komponist, Liedtexter - Peter Brazil: Schlagzeug - Junkx: Abmischung, Engineering, Keyboard, Komponist, Liedtexter, Musikproduzent - Chris Laws: Engineering - Steve Mac: Keyboard, Komponist, Liedtexter, Musikproduzent - Maureen McDonald: Komponist, Liedtexter - John Paricelli: Gitarre - Dan Pursey: Engineering - Roy Recklies: Mastering - Robin Schulz: DJ, Komponist, Liedtexter, Musikproduzent - Michael Schwabe: Mastering Unternehmen - ASCAP/Mo Zella Mo Music: Vertrieb - EASYdoesit Production: Filmproduzent - EMI Music Publishing: Vertrieb - JUNKX Music Studios: Tonstudio - Monoposto Mastering: Mastering - Rokstone Music: Vertrieb - Rokstone Studios: Tonstudio - Tonspiel: Musiklabel - Warner Music: Musiklabel | Artwork (Cover) - Maximilian König: Artwork, Fotograf Musikvideo - Carlotta Cornehl: Set Manager - Juliane Hoffrecht: Szenenbild - Sarah Jansen: Filmproduzent - Christopher Kane: Filmproduzent, Regieassistent - Mario Krause: Kameramann - Farid Martin: Filmeditor - Gregor Möllers: Filmproduktionsleitung - Liza Minou Morberg: Regisseur - Niko Moritz: Making-of - Konstantin Nerger: Set Manager - Richi Nitsche: Oberbeleuchter - Paul Rohlfs: 1. Kameraassistent - Tim Waber: 2. Kameraassistent - Florian Wurzer: Grip |

- Darsteller im Musikvideo: Lucie Aron (Wissenschaftsassistent), James Blunt (sich selbst), Tristan Bumm (Transgender), Claudio (Mann im Anzug), Lieven Jenrich (Soldat), Delilah Jones (Nonne), Robin Schulz (Wissenschaftler), Lisa Tomaschewsky (Simona), Till Trenkel (Wissenschaftler)

## Kommerzieller Erfolg

### Chartplatzierungen
OK erreichte in Deutschland Position zwei der Singlecharts und war in der Chartwoche vom 26. Mai 2017 der erfolgreichste Neueinstieg (Position 8). Die Single konnte sich 16 Wochen in den Top 10 und 38 Wochen in den Charts platzieren. In Österreich erreichte die Single ebenfalls Position zwei und konnte sich 15 Wochen in den Top 10 sowie 32 Wochen in den Charts halten. Auch in der Schweiz erreichte die Single Position zwei und hielt sich 19 Wochen in den Top 10 und 47 Wochen in den Charts. In allen drei Ländern musste sich die Single Despacito (Luis Fonsi feat. Daddy Yankee) geschlagen geben. Des Weiteren platzierte sich die Single an der Spitze der deutschen Dancecharts (9 Wochen) und Airplaycharts sowie an der Chartspitze in Polen, Ungarn und den US-amerikanischen Dance Club Songs. 2017 platzierte sich die Single auf Position sieben der Single-Jahrescharts in Deutschland und Österreich sowie Position zehn in der Schweiz, womit es sich um die erfolgreichste deutsche Produktion in allen drei Ländern handelt. In den deutschen Airplay-Jahrescharts belegte die Single Position vier und war damit der meistgespielte Titel eines deutschen Interpreten.
Für Schulz als Interpret ist dies der elfte Charterfolg in Deutschland sowie sein zehnter in Österreich und der Schweiz. Zum achten Mal erreichte eine Single von ihm die Top 10 in Deutschland und Österreich, sowie zum sechsten Mal in der Schweiz. Als Produzent ist OK sein neunter Charterfolg in Deutschland sowie sein achter in Österreich und der Schweiz. Es ist sein sechster Top-10-Erfolg in Deutschland und Österreich, sowie sein vierter in der Schweiz. Als Autor ist OK sein achter Charterfolg in Deutschland sowie sein siebter in Österreich und der Schweiz. Es ist sein sechster Top-10-Erfolg in Deutschland und Österreich, sowie sein vierter in der Schweiz.
Für Blunt als Interpret ist dies der 19. Charterfolg in der Schweiz, der 17. in Österreich und der 16. in Deutschland. Er erreichte zum achten Mal die Top 10 in Österreich, sowie zum sechsten Mal in der Schweiz und zum fünften Mal in Deutschland. Maureen McDonald erreichte als Autorin zum sechsten Mal die Charts in Deutschland und der Schweiz sowie zum fünften Mal in Österreich. Es ist ihr vierter Top-10-Erfolg in Österreich, sowie ihr dritter in der Schweiz und nach Wrecking Ball (Miley Cyrus) ihr zweiter in Deutschland. Steve Mac platzierte sich in seiner Funktion als Autor oder Produzent zum 49. Mal in den deutschen- und zum 48. Mal in den Schweizer- und zum 34. Mal in den österreichischen Singlecharts. Es ist sein 13. Top-10-Erfolg in der Schweiz, sowie sein elfter in Österreich und sein zehnter in Deutschland. In Deutschland und der Schweiz ist es binnen fünf Monaten sein vierter Top-10-Erfolg. Zuvor erreichten in dem Jahr bereits die Produktionen Rockabye (Clean Bandit feat. Sean Paul & Anne-Marie), Shape of You (Ed Sheeran) und Symphony (Clean Bandit feat. Zara Larsson) die Top 10 in beiden Ländern.
| ChartsChartplatzierungen | Höchstplatzierung | Wochen |
| ------------------------ | ----------------- | ------ |
| Deutschland (GfK)        | 2 (38 Wo.)        | 38     |
| Österreich (Ö3)          | 2 (32 Wo.)        | 32     |
| Schweiz (IFPI)           | 2 (47 Wo.)        | 47     |

| ChartsJahrescharts (2017) | Platzierung |
| ------------------------- | ----------- |
| Deutschland (GfK)         | 7           |
| Österreich (Ö3)           | 7           |
| Schweiz (IFPI)            | 10          |

### Auszeichnungen für Musikverkäufe
Im Juli 2019 wurde OK in Deutschland mit Doppelplatin für über 800.000 verkaufte Einheiten ausgezeichnet. Damit ist OK die neunte Single Schulz’ die mindestens Gold-Status erreichte. Es folgte die Verleihung von Dreifachplatin in Italien, Doppelplatin in Polen, Österreich und der Schweiz sowie Platin in Belgien, Frankreich, Kanada und Spanien. Obwohl das Lied nicht die britischen Charts erreichte, erhielt es eine Silberne Schallplatte mit Jahr 2021. Weltweit wurde OK einmal mit Silber, zweimal mit Gold, sowie 15-mal mit Platin ausgezeichnet und verkaufte sich über 1,6 Millionen Mal.
| Land/Region                  | Auszeichnungen für Musikverkäufe (Land/Region, Auszeichnung, Verkäufe) | Verkäufe  |
| ---------------------------- | ---------------------------------------------------------------------- | --------- |
| Belgien (BRMA)               | Platin                                                                 | 30.000    |
| Dänemark (IFPI)              | Gold                                                                   | 45.000    |
| Deutschland (BVMI)           | 2× Platin                                                              | 800.000   |
| Frankreich (SNEP)            | Platin                                                                 | 133.333   |
| Italien (FIMI)               | 3× Platin                                                              | 150.000   |
| Kanada (MC)                  | Platin                                                                 | 80.000    |
| Österreich (IFPI)            | 2× Platin                                                              | 60.000    |
| Polen (ZPAV)                 | 2× Platin                                                              | 100.000   |
| Portugal (AFP)               | Gold                                                                   | 5.000     |
| Schweiz (IFPI)               | 2× Platin                                                              | 40.000    |
| Spanien (Promusicae)         | Platin                                                                 | 40.000    |
| Vereinigtes Königreich (BPI) | Silber                                                                 | 200.000   |
| Insgesamt                    | 1× Silber · 2× Gold · 15× Platin ·                                     | 1.683.333 |